# Zivilklausel
Die Zivilklausel (von zivil = bürgerlich, unmilitärisch, und Klausel = Einzelbestimmung in einem Vertragswerk, englisch Civil Clause) ist eine Selbstverpflichtung von wissenschaftlichen Einrichtungen wie Universitäten, ausschließlich für zivile Zwecke zu forschen. Die grundgesetzlich verankerte Freiheit von Lehre und Forschung ist festgeschrieben. Daher kann die Zivilklausel nur eine freiwillige Form von Beschränkung sein. Die erste Zivilklausel trat 1986 an der Universität Bremen in Kraft. Heute haben sie ca. 70 deutsche Universitäten und Hochschulen eingeführt. Zivilklauseln gibt es nur in wenigen anderen Ländern, vor allem in Japan. Die Idee der Zivilklausel kommt aus der Friedensbewegung und ist direkt mit einer Politik der Abrüstung verbunden.

## Geschichte
In ihrem Beschluss Nr. 5113 legte die Universität Bremen 1986 fest, dass „jede Beteiligung von Wissenschaft und Forschung mit militärischer Nutzung bzw. Zielsetzung“ vom Akademischen Senat abgelehnt werden sollte. Zusätzlich forderte die Zivilklausel die Mitglieder der Universität auf, „Forschungsthemen und -mittel, die Rüstungszwecken dienen könnten, [..] öffentlich zu diskutieren und ggf. zurückzuweisen.“ 1991 folgte im Beschluss Nr. 5757 die „Verpflichtung der Universität Bremen auf zivile Forschung.“ 2012 betonte der Senat im Beschluss Nr. 8484, dass die Inhalte aus den Beschlüssen Nr. 5113 und Nr. 5757 weiterhin Geltung haben sollten; außerdem wurde festgestellt, dass sich die Universität Bremen als „dem Frieden verpflichtet“ ansieht und „nur zivile Zwecke“ anstreben dürfe.
Zivilklauseln sind von vielen weiteren Hochschulen in Deutschland eingeführt worden: z. B. in Berlin (TU, ab den 1950er Jahren, 1991 fortgesetzt), Dortmund (TU, 1991), Konstanz (Universität, 1991), Oldenburg (Universität, 2007), Tübingen (Universität, 2010), Halle (Saale; Universität, 2018), Erfurt (Universität, 2019) und Köln (TH, 2020).
Im Bundesland Niedersachsen war die Zivilklausel zwischen 1993 und 2002 Teil des Niedersächsischen Hochschulgesetzes. Die Formulierung des §27 lautete: „Die Forschung in den Hochschulen dient der Gewinnung und Anwendung wissenschaftlicher Erkenntnis, deren allgemeiner Verbreitung und praktischer Nutzung für friedliche und die natürlichen Lebensgrundlagen erhaltenden Zwecke sowie der wissenschaftlichen Grundlegung und Weiterentwicklung von Lehre und Studium.“ Eingeführt hatte die Zivilklausel im Landeshochschulgesetz Helga Schuchardt, Wissenschaftsministerin in der Landesregierung unter Gerhard Schröder (SPD).
Die Universität Tübingen schrieb die Zivilklausel im September 2010 in ihre Grundordnung. An mehreren Hochschulen bildeten sich in den letzten Jahren Initiativen gegen Rüstungsforschung. So stimmten Ende 2010 in Köln 65 % für die Einführung einer Zivilklausel. Im Juni 2012 sprachen sich die Studierenden der Universität Augsburg auf einer nicht beschlussfähigen Vollversammlung mit 77 % (144 dafür, 38 dagegen, 4 Enthaltung) für die Aufnahme einer Zivil- und Transparenzklausel in die universitäre Grundordnung aus. Hierbei geht es vor allem um die Befürchtungen, die mit dem Innovationspark einhergehen.
Im Grün-Roten Koalitionsvertrag der im Frühjahr 2011 gewählten neuen Baden-Württembergischen Landesregierung ist die Zivilklausel nicht zu finden, obwohl beide Koalitionspartner sich zuvor dafür starkgemacht hatten.
An der TU Darmstadt wurde 2012 eine Zivilklausel in die Grundordnung der Universität aufgenommen, zu welcher der Senat der TU im November 2014 zudem das bis heute einzige Umsetzungsverfahren beschloss.
Auch in Frankfurt sprachen sich 2013, in einer Urabstimmung, über 76 Prozent der Studierenden an der Uni Frankfurt dafür aus, einen Passus in die Grundordnung zu übernehmen, dass „Forschung und Studium zivilen und friedlichen Zwecken“ dienen solle. In Göttingen stimmte der Senat im Februar 2013 für die Aufnahme einer Zivilklausel in die Studienordnung.
Während die Studierenden der Uni Kiel sich in einer nicht weisungsbefugten Befragung mit 2/3 für eine Zivilklausel ausgesprochen haben, sperrt sich die Universitätsleitung dagegen.
Der Leiter des Kieler Instituts für Sicherheitspolitik Joachim Krause fand in einer Stellungnahme, dadurch werden wissenschaftliche Kontakte mit der Bundeswehr oder der wehrtechnischen Industrie diskreditiert. „[D]erartige Klauseln [werden] von linken und vor allem linksextremen Gruppen [...] genutzt [...], um den Betrieb an der Universität entweder in ihrem Sinne zu steuern oder diesen zu stören.“ Nach Informationen des German Foreign Policy sollen ihn in einer früheren Fassung seiner Stellungnahme Zivilklauseln „fatal an Zeiten, in denen Universitäten in Deutschland nicht mit Menschen oder Institutionen kooperieren durften, weil diese jüdisch waren“ erinnert haben.
Die Bayerische Staatsregierung hat am 23. Januar 2024 einen Entwurf eines Gesetzes zur Förderung der Bundeswehr in Bayern beschlossen. Dieses Gesetz soll bayerischen Hochschulen die Einführung einer Zivilklausel verbieten.

## Besondere Situationen
Eine Ausnahmestellung nimmt die Universität Karlsruhe ein. Sie fusionierte 2009 mit dem Forschungszentrum Karlsruhe zum Karlsruher Institut für Technologie (KIT). Weil das Forschungszentrum früher „Kernforschungszentrum“ hieß und dieses aufgrund des Potsdamer Abkommens und des Kernwaffenforschungsverbots auf zivile Forschung festgelegt war, stellte sich die Frage, ob diese Zivilklausel nun auch bei der Fusion mit der Hochschule auf das neue KIT übergehen sollte. Die Partei Die Linke brachte im Juni 2009 dazu eine Kleine Anfrage an den Bundestag ein. Im ersten KIT-Weiterentwicklungsgesetz von 2012 hat eine Zivilklausel keine Berücksichtigung gefunden.  Im zweiten KIT-Weiterentwicklungsgesetz aus dem Jahr 2021 ist eine Zivilklausel ebenfalls nicht enthalten. Forschung für militärische Anwendungszwecke bleibt am KIT damit im universitären Bereich grundsätzlich möglich.
An der Universität Witten/Herdecke gibt es keine Zivilklausel im engeren Sinne; vielmehr soll sich die dortige Forschung am umfangreichen Konzept des Gemeinwohls orientieren. Darüber hinaus betont die Universität in ihrem Leitbild die grundsätzliche Wichtigkeit, „angesichts der zahlreichen Krisenherde und konkreten Bedrohungsszenarien“ in der Welt die damit einhergehenden Transformationsprozesse verantwortungsvoll und „aktiv mitzugestalten“ sowie für „eine gerechte und nachhaltige Veränderung“ einzustehen.

## Dual Use
Viele Forschungseinrichtungen lehnen die Implementierung einer Zivilklausel mit der Begründung ab, dass sie sowieso nur im zivilen Bereich forschten. Die Befürworter von Zivilklauseln halten das für ein Scheinargument, weil sich sehr viele, vermeintlich friedliche Forschungsbereiche auch für den militärischen Einsatz eigneten. Der englische Fachbegriff dafür ist „Dual-Use“ – ein doppelter Verwendungszweck. Zum Beispiel könnte eine Zivilklausel der TU München vorschreiben, nicht für Firmen im rüstungsrelevanten Bereich an Satellitensystemen zu forschen, weil diese leicht auch im Kriegskontext zum Einsatz kommen könnten. Auch bei alten Zivilklausel-Universitäten, wie z. B. Bremen, gibt es immer wieder interne Diskussionen darüber, ob bestimmte Forschungsgebiete gegen die dortige Zivilklausel verstoßen oder nicht.
Eine andere Form der Dualität vermutet der in Bremen lehrende Informatikprofessor Hans-Jörg Kreowski. Er hält die Zivilklausel für ein Werbeargument, welches viele Firmen anziehe, hier zu investieren, während andere Universitäten eine Einbuße bei den Unternehmenskooperationen befürchten.

## Kritik
Neben der Problematik des Dual Use wird angebracht, dass, wenn an einer Universität keine militärische Forschung mehr stattfinden kann, das Themenfeld der Sicherheits- und Rüstungspolitik mangels Notwendigkeit aus der hochschulpolitischen Öffentlichkeit verschwinden würde. Des Weiteren würden die ohnehin im Verteidigungshaushalt veranschlagten Mittel sich von der Bildungseinrichtung Universität zur Rüstungsindustrie verlagern.
Weitere Kritik an der Idee einer Zivilklausel gab es nach dem Russischen Überfall auf die Ukraine im Jahr 2022 und der in diesem Kontext geführten Diskussion über eine mangelhafte Ausstattung der Bundeswehr.
So forderte Johann-Dietrich Wörner, Präsident der Deutschen Akademie der Technikwissenschaften im Juni 2022: „Die Hochschulen sollten darüber nachdenken, ob ihre Zivilklauseln noch zeitgemäß sind oder im Verständnis einer friedlich ausgerichteten Verteidigungspolitik neu formuliert werden sollten.“ Ähnlich äußerte sich kurz darauf auch Friedrich Merz, Vorsitzender der CDU:

„Sogenannte Zivilklauseln, die militärische Forschung an den Hochschulen verbieten, sollten aufgehoben werden. Das ist nicht mehr zeitgemäß.“

## Liste deutscher Hochschulen mit Zivilklausel
- Karlsruher Institut für Technologie (nur Großforschung)[21]
- Technische Universität Berlin
- Universität Bremen
- Universität Konstanz
- Technische Universität Dortmund
- Universität Hamburg
- Georg-August-Universität Göttingen
- Carl von Ossietzky Universität Oldenburg
- HafenCity Universität Hamburg
- Eberhard Karls Universität Tübingen
- Universität Rostock
- Hochschule Bremen
- Hochschule Bremerhaven
- Universität Kassel
- Technische Universität Darmstadt
- Johann Wolfgang Goethe-Universität Frankfurt am Main
- Universität Münster
- Humboldt-Universität zu Berlin
- Leuphana Universität Lüneburg
- Albert-Ludwigs-Universität Freiburg
- Hochschule Emden/Leer
- Technische Universität Chemnitz
- Philipps-Universität Marburg
- Hochschule Bochum
- Kunstakademie Münster
- Europa-Universität Viadrina
- Pädagogische Hochschule Weingarten
- Heinrich-Heine-Universität Düsseldorf
- Universität zu Köln
- Hochschule Ruhr West
- Robert Schumann Hochschule Düsseldorf
- Fachhochschule Südwestfalen
- Universität Siegen
- Fernuniversität in Hagen
- Universität Paderborn
- Technische Hochschule Ostwestfalen-Lippe
- FH Münster
- Fachhochschule Dortmund
- Folkwang Universität der Künste
- Hochschule Bonn-Rhein-Sieg
- Hochschule für Musik Detmold
- Kunstakademie Düsseldorf
- Hochschule Hamm-Lippstadt
- Hochschule für nachhaltige Entwicklung Eberswalde
- Universität Duisburg-Essen
- Bergische Universität Wuppertal
- Universität Bielefeld
- Deutsche Sporthochschule Köln
- RWTH Aachen
- FH Aachen
- Rheinische Friedrich-Wilhelms-Universität Bonn
- Westfälische Hochschule Gelsenkirchen Bocholt Recklinghausen
- Hochschule Düsseldorf
- Hochschule Rhein-Waal
- Hochschule für Gesundheit
- Hochschule für Angewandte Wissenschaften Hamburg
- Ruhr-Universität Bochum
- Friedrich-Alexander-Universität Erlangen-Nürnberg
- Hochschule Magdeburg-Stendal
- Martin-Luther-Universität Halle-Wittenberg
- Friedrich-Schiller-Universität Jena
- Technische Universität Ilmenau
- Universität Erfurt
- Fachhochschule Erfurt
- Duale Hochschule Gera-Eisenach
- Bauhaus-Universität Weimar
- Hochschule für Musik Franz Liszt Weimar
- Hochschule Nordhausen
- Technische Hochschule Köln
- Hochschule Niederrhein

Quelle:

## US-Militärforschung an deutschen Hochschulen
Am 25. November 2013 berichteten die Süddeutsche Zeitung und der NDR im Rahmen ihrer gemeinsamen Serie Geheimer Krieg über militärische Forschungsprojekte an deutschen Hochschulen, die vom US-Verteidigungsministerium finanziert würden. Darunter befinden sich auch Hochschulen, die sich mit einer Zivilklausel dazu bereit erklärt hatten, auf militärische Forschung zu verzichten.
Nach Recherchen des Spiegels wurden von 2008 bis 2019 21,7 Millionen US-Dollar in verschiedenen Forschungsprogrammen vom US-Verteidigungsministerium an deutsche Forscher überwiesen. Diese Förderung sei vor allem auf technische und naturwissenschaftliche Wissenschaftsbereiche konzentriert. Demnach habe die Ludwig-Maximilians-Universität München fast 3,7 Millionen US-Dollar in 23 Einzelsummen erhalten, auch 1,72 Millionen US-Dollar in einer Suche nach einem Ersatz für den militärisch genutzten Sprengstoff Hexogen.